# Capronia nigerrima
Capronia nigerrima är en lavart som först beskrevs av R.R. Bloxam, och fick sitt nu gällande namn av M.E. Barr 1991. Capronia nigerrima ingår i släktet Capronia och familjen Herpotrichiellaceae.  Arten är reproducerande i Sverige. Inga underarter finns listade i Catalogue of Life.